# Samuel Wendel
Samuel Wendel (* 3. November 1996 in Bregenz) ist ein ehemaliger österreichischer Handballspieler.

## Vereinskarriere
Wendel begann in seiner Jugend, beim Alpla HC Hard, Handball zu spielen. Neben dem Vereinshandball lief Wendel für die Auswahl des Vorarlberger Handballverbandes sowie das österreichische Jugend-Nationalteam auf. Bis 2015/16 lief er als Rückraumspieler für den Alpla HC Hard auf. 2016/17 wechselte der Vorarlberger zur HSG Konstanz und wurde daraufhin als Außenspieler eingesetzt. Bei der HSG Konstanz lief Wendel mit der Trikotnummer 27 auf. In der Saison 2022/23 erlitt Wendel einen Kreuzbandriss. In der Saison 2024/25 läuft er wieder für seinen Jugendverein auf. Anschließend beendete er seine Karriere.
Wendel hat 2015 am Sportgymnasium Dornbirn maturiert und studiert derzeit an der Hochschule für Technik, Wirtschaft und Gestaltung in Konstanz, in der Fakultät für Wirtschafts-, Kultur- und Rechtswissenschaften, Wirtschaftsrecht.
Im Januar 2023 wurde Wendel erstmals zu einem Lehrgang der Österreichischen Nationalmannschaft einberufen.

## Erfolge
- Alpla HC Hard
  - 2× Österreichischer Meister 2013/14, 2014/15
- HSG Konstanz
  - 3× Aufstieg in die 2. Handball Bundesliga[1] 2018/19, 2021/22, 2023/24